# Coen Moulijn
Coenraadt Moulijn (* 15. Februar 1937 in Rotterdam, Niederlande; † 4. Januar 2011 ebenda) war ein niederländischer Fußballspieler, der mit dem Verein Feijenoord aus seiner Heimatstadt Rotterdam den Weltpokal, den Europapokal der Landesmeister, fünfmal die niederländische Meisterschaft und zweimal das Double gewann. Er absolvierte darüber hinaus 38 Länderspiele in der niederländischen Nationalmannschaft.

## Karriere

### Im Verein
Der Linksaußen spielte in seiner Jugend beim Rotterdamer Verein Xerxes, bei dem er 1954 seinen ersten Vertrag als Halbprofi schloss. Doch schon 1955, noch ein Jahr vor Einführung der Eredivisie, wechselte er zu Feijenoord, das ihn dem Lokalrivalen Sparta für 25.000 Gulden „vor der Nase wegschnappte“. Auf der linken Angriffsseite der Rotterdamer – er spielte sowohl auf der Außen- als auch auf der halblinken Position – avancierte „Coentje“, wie er aufgrund seiner „schmächtigen und unscheinbaren“ Statur in der Verniedlichungsform genannt wurde, schnell zum Publikumsliebling. Zu seinen Bestzeiten kam die Hälfte der Zuschauer nur seinetwegen ins Stadion – seine Dribblings und seine Flanken waren unnachahmlich. In 487 Ligaspielen, noch 2010 Vereinsrekord, erzielte er für Feijenoord 84 Tore; weitaus wichtiger und effektiver denn als Torschütze war Moulijn – ein „Künstler auf dem linken Flügel“ – hingegen als Flankengeber und Vorbereiter der Treffer von Mittelstürmern wie Ove Kindvall oder Cor van der Gijp.
Im UEFA-Pokal kam der nur 1,72 Meter große, 62 Kilogramm leichte und wendige Moulijn – der den Sportjournalisten Ben de Graaf von der Volkskrant zu der Feststellung veranlasste, er habe „etwas von Matthews, dem britischen Ballzauberer von früher“ – zweimal zum Einsatz, im Europapokal der Landesmeister 28-mal. Nachdem Feijenoord 1963 unter Trainer Franz Fuchs noch im Halbfinale an Benfica Lissabon gescheitert war, musste es im September 1965 gleich in der ersten Runde gegen Real Madrid antreten. Nachdem Moulijn kurz vor Schluss der Partie, beim Stand von 2:1, heftig gefoult worden war – in dieser Zeit noch nicht unbedingt der Fußballalltag –, gingen Moulijn und seine Mannschaftskameraden auf seinen Gegenspieler Vicente Miera los. Das Spiel drohte innerhalb von Sekunden kurzfristig aus den Fugen zu geraten. Der Fernsehkommentar von Reporter Bob Spaak wurde einer von dessen bekanntesten: „Coen, Coen, beherrsche dich bitte! Kinder, Kinder, das kann doch nicht wahr sein, was für ein abscheuliches Schauspiel!“ Feijenoord gewann 2:1, doch im Rückspiel gab es im Estadio Santiago Bernabéu eine 0:5-Niederlage, bei der Ferenc Puskás vier Treffer gegen Eddy Pieters Graafland erzielte.
1970 erreichte das Team das Finale, in dem sich die Routiniers von Trainer Ernst Happel um Pieters Graafland, Henk Wery, Theo van Duivenbode, Wim van Hanegem und Moulijn dank zweier Tore von Rinus Israël und Kindvall im Mailänder San-Siro-Stadion gegen den Celtic FC aus Glasgow mit 2:1 nach Verlängerung durchsetzten.
Erst 1972, nach 17 Jahren im selben Verein, beendete Moulijn seine Laufbahn als Fußballspieler. Zu seinem Abschiedsspiel am 9. Juni 1972 trat in Rotterdam die Nationalmannschaft Uruguays an.

### Nationalmannschaft

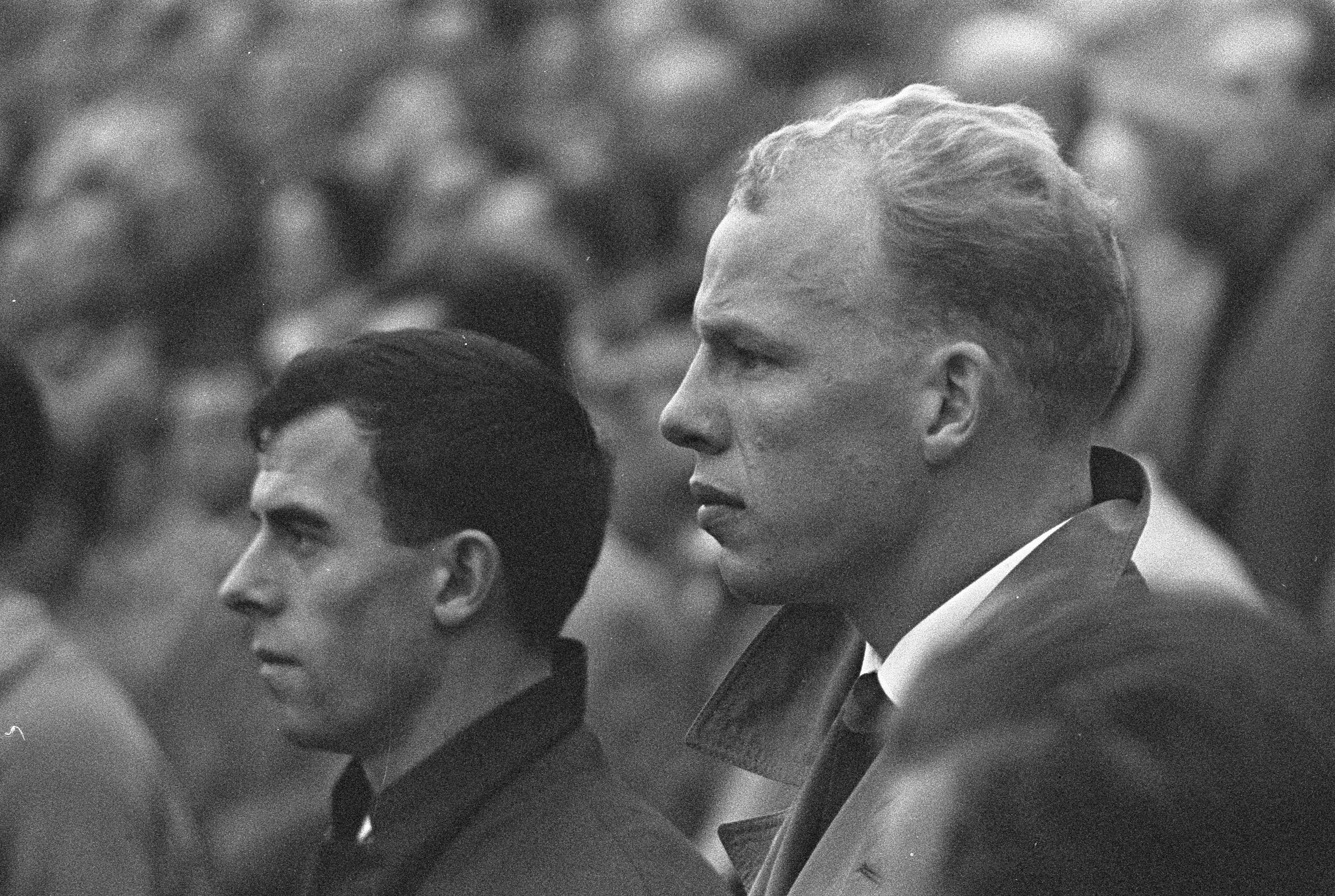
Coen Moulijn (links) und Roel Wiersma beim Singen der Nationalhymne vor dem Länderspiel Deutschland-Niederlande am 21. Oktober 1959 in Köln

Moulijn war gerade 19 Jahre alt geworden, da gehörte er bereits zum Kader der A-Nationalmannschaft von Bondscoach Max Merkel. Sein Debüt im Oranje-Dress gab er am 8. April 1956 bei einem 1:0-Sieg in Antwerpen gegen Belgien. Erst zwei Jahre später, am 13. April 1958, erzielte er in seinem fünften Länderspiel seinen ersten von insgesamt vier Treffern im Nationaltrikot: Beim 7:2-Sieg, erneut in und gegen Belgien, trug er das Tor zum 3:0 bei; je zwei Treffer gingen auf die Konten von Abe Lenstra und Faas Wilkes, daneben trafen auch Fons van Wissen und Jan Notermans; für Belgien konnte Henri Coppens Torhüter Frans de Munck zweimal überwinden. Die Jahre von 1958 bis 1961, als Sturmpartner von Lenstra, Wilkes, Kees Rijvers oder Tonny van der Linden, waren seine fruchtbarste Zeit in der Nationalmannschaft und führten Oranje immer wieder zu hohen Siegen: einem 9:1 gegen Belgien, einem 5:1 gegen Dänemark, einem 7:1 gegen Norwegen.
Gegen Frankreich im April 1963 überließ Moulijn Henk Groot den Siegtreffer zum 1:0, nachdem er sowohl an Maryan Wisnieski als auch an Rechtsverteidiger Jean Wendling vorbeigedribbelt war. Seinen bedeutendsten eigenen Treffer im Nationaltrikot erzielte er im Freundschaftsspiel gegen England anlässlich des 75-jährigen Bestehens des KNVB am 9. Dezember 1964. Zum Erstaunen aller, auch des englischen Torhüters Tony Waiters, der als Ersatzmann für Gordon Banks zwischen den Pfosten stand, zog er nicht mit seinem starken linken Fuß ab, sondern wagte einen hinterhältigen Distanzschuss mit rechts – und traf zum 1:0. Es war das erste Mal, dass die Niederlande gegen die englische A-Elf in Führung ging, es war – trotz des Ausgleichstreffers von Jimmy Greaves kurz vor Schluss – das erste Mal, dass Oranje gegen die englischen Profis nicht verlor.
In der Europameisterschaft 1964 kam Moulijn ebenso zum Einsatz wie in den beiden Qualifikationen für die Weltmeisterschaft 1966 und die WM 1970. In letzterem Wettbewerb absolvierte er am 22. Oktober 1969 nach mehr als 13 Jahren gegen Bulgarien sein 38. und letztes Match in der Elftal, ehe er endgültig seinem Nachfolger auf der Linksaußenposition Rob Rensenbrink die Rückennummer 11 überließ. Dass es über die langen Jahre nicht mehr Länderspiele wurden, lag zum einen an dem starken Konkurrenten Piet Keizer, zum anderen an Moulijns Spielstil, den mancher Verbandstrainer als ineffektiv betrachtete, denn der „Fummler“ Moulijn „sparte sich seine Kräfte für zehn entscheidende Aktionen auf“.

## Erfolge
- Weltpokalsieger: 1970
- Europapokal der Landesmeister: 1970
- Niederländischer Meister: 1961, 1962, 1965, 1970 und 1971
- Niederländischer Pokalsieger: 1964/65, 1968/69

## Neben und nach der aktiven Laufbahn

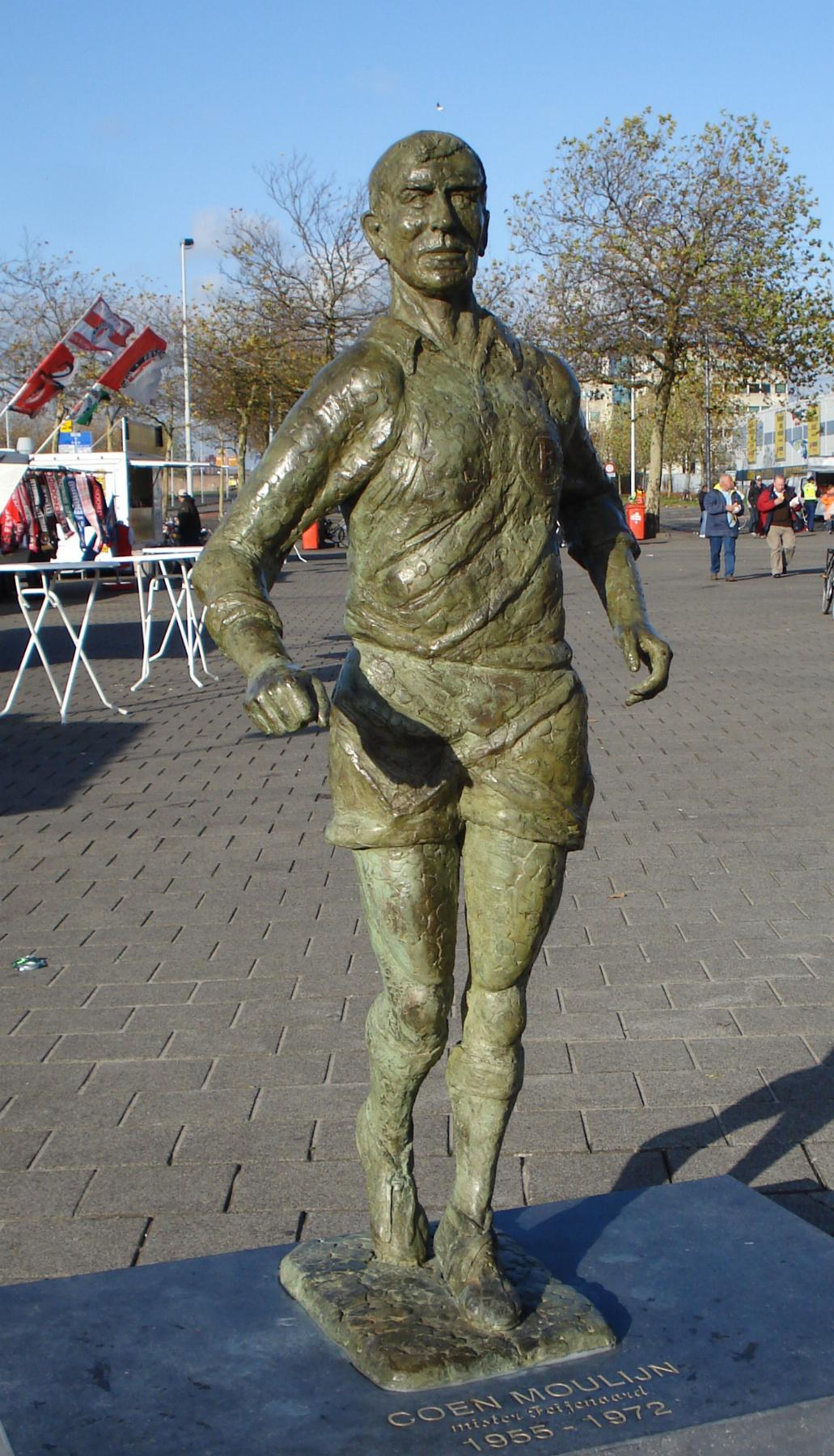
Standbild Moulijns vor De kuip

Schon 1961 eröffnete Moulijn ein Geschäft für Damen- und Herrenmode in Rotterdam, in dem er auch 2009 noch gemeinsam mit Ehefrau Adrie arbeitete. Zwei Begebenheiten beschleunigten 1972 seinen Entschluss, seine Karriere zu beenden. 1971 erfasste eine Rangierlok das Auto Moulijns; er entkam nur knapp dem Tode, erholte sich jedoch schnell und stand schon einen Monat später wieder auf dem Platz. Im April 1972 setzten übelmeinende Zeitgenossen das Gerücht in die Welt, Coen Moulijn hätte Selbstmord begangen, das er erst mithilfe der Polizei entkräften konnte. Wenig später setzte er den Schlusspunkt hinter seine Laufbahn.
Bei einer Internetwahl unter den Clubfans zum Feyenoorder van de Eeuw, dem „Feyenoorder des Jahrhunderts“, kam Moulijn 1999 lediglich auf einen zweiten Platz hinter Wim van Hanegem. Doch als „Mister Feyenoord“ wurde Moulijn weiterhin bezeichnet. Im Oktober 2009 enthüllte er selbst ein Standbild zu seinen Ehren vor De Kuip.
In der Silvesternacht 2010/11 erlitt der 73-Jährige einen Hirninfarkt. Er starb einige Tage später im Krankenhaus an den Folgen des Schlaganfalles. Viele seiner Zeitgenossen sahen ihn als den „besten Spieler, den Feyenoord jemals hatte“; Rinus Israël, der sechs Jahre gemeinsam mit Moulijn bei Feijenoord spielte, ergänzte dies:

„Ein bescheidener Mann. Das war wahrscheinlich auch der Grund, warum er in der Öffentlichkeit so beliebt war.“